# Mesophyllum cystocarpideum
Mesophyllum cystocarpideum (Foslie) Adey, 1970  é o nome botânico  de uma espécie de algas vermelhas  pluricelulares do gênero Mesophyllum, subfamília Melobesioideae.
São algas marinhas encontradas no Japão, Coreia, Nova Zelândia e ilhas Fiji.

## Sinonímia
- Lithothamnion cystocarpideum  Foslie, 1906